# Maesa consanguinea
Maesa consanguinea là một loài thực vật có hoa trong họ Anh thảo. Loài này được Merr. mô tả khoa học đầu tiên năm 1923.